# Apostrophe (')
Apostrophe (') je osmnácté album Franka Zappy z roku 1974. Dosáhlo čísla 10 na Billboard Top 200 Albums Chart.

## Seznam skladeb
- Všechny skladby napsal Frank Zappa, pokud není uvedeno jinak.

### Strana 1
1. "Don't Eat the Yellow Snow" – 2:07
2. "Nanook Rubs It" – 4:38
3. "St. Alfonzo's Pancake Breakfast" – 1:50
4. "Father O'Blivion" – 2:18
5. "Cosmik Debris" – 4:14

### Strana 2
1. "Excentrifugal Forz" – 1:33
2. "Apostrophe'" – 5:50 (Zappa, Jim Gordon, Jack Bruce)
3. "Uncle Remus" – 2:44 (Zappa, George Duke)
4. "Stink-Foot" – 6:33

### Sestava
- Frank Zappa – zpěv, kytara, baskytara, buzuki
- Lynn – zpěv, doprovoný zpěv
- Kerry McNabb – doprovodný zpěv
- Ian Underwood – saxofon
- Ruth Underwood – perkuse
- Sal Marquez – trubka
- Sue Glover – doprovodný zpěv
- Jim Gordon – bicí
- Aynsley Dunbar – bicí
- Tom Fowler – baskytara
- Napoleon Murphy Brock – saxofon, doprovodný zpěv
- Robert "Frog" Camarena – zpěv, doprovodný zpěv
- Ruben Ladron de Guevara – zpěv, doprovodný zpěv
- Debbie – zpěv, doprovodný zpěv
- Tony Duran – doprovodná kytara
- Erroneous (Alex Dmochowksi) – baskytara
- Johnny Guerin – bicí
- Don "Sugarcane" Harris – housle
- Ralph Humphrey – bicí
- Bob Ludwig – Technik
- Jack Bruce – baskytara na "Apostrophe"
- George Duke – klávesy, doprovodný zpěv
- Bruce Fowler – pozoun
- Jean-Luc Ponty – housle